# Dolmenstätten von Antequera
Seit Juli 2016 zählen die Dolmenstätten von Antequera zum UNESCO-Welterbe. In die Welterbeliste wurden eine Serie von drei Megalith-Monumenten aus der Jungsteinzeit (Dolmen von Viera, Dolmen von Menga) und der Bronzezeit (Tholos von El Romeral) sowie zwei Naturdenkmäler (der Berg Peña de los Enamorados  mit anthropomorphem Profil sowie das Massiv El Torcal) im Herzen von Andalusien aufgenommen.

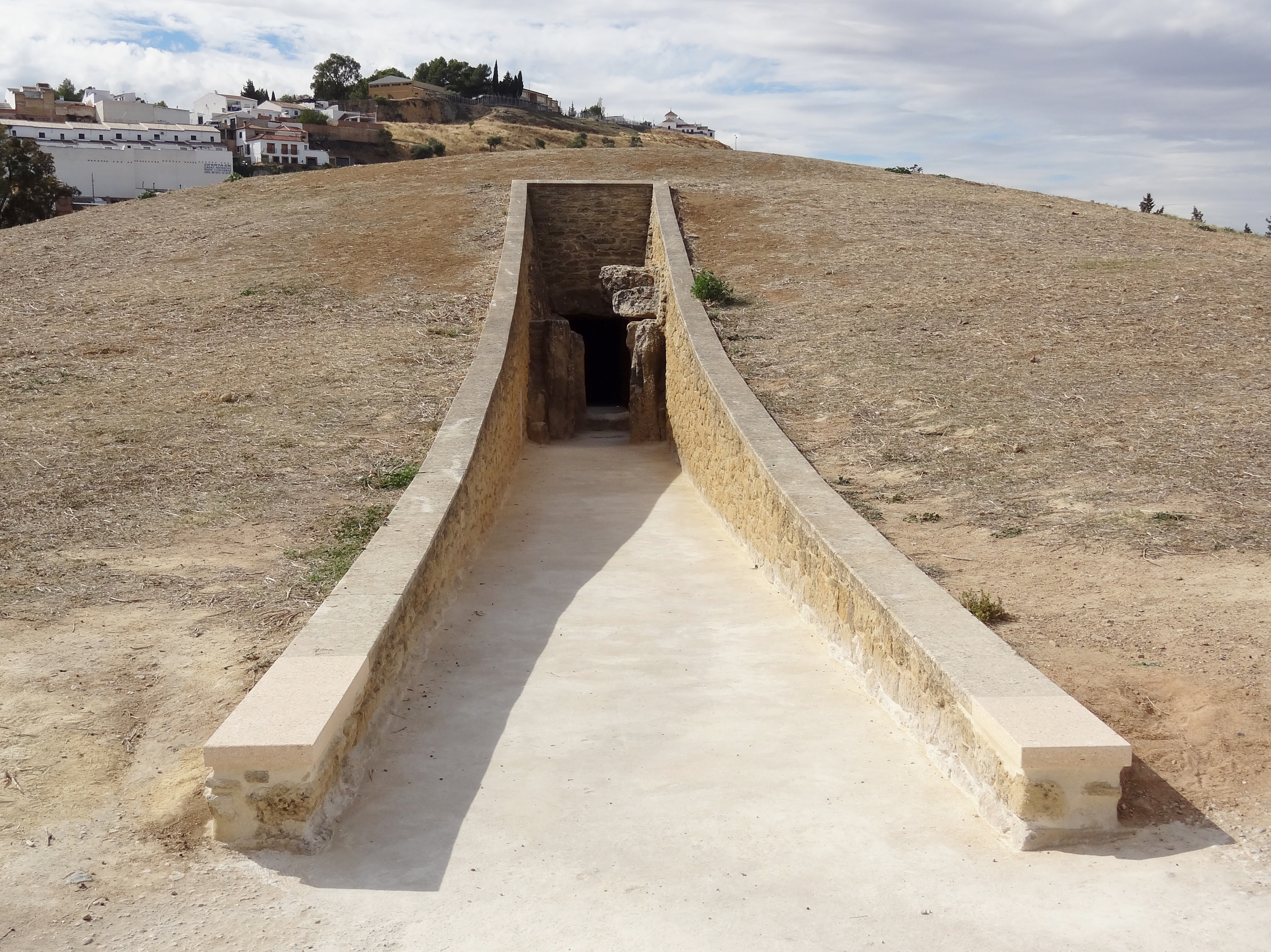
Dolmen de Viera
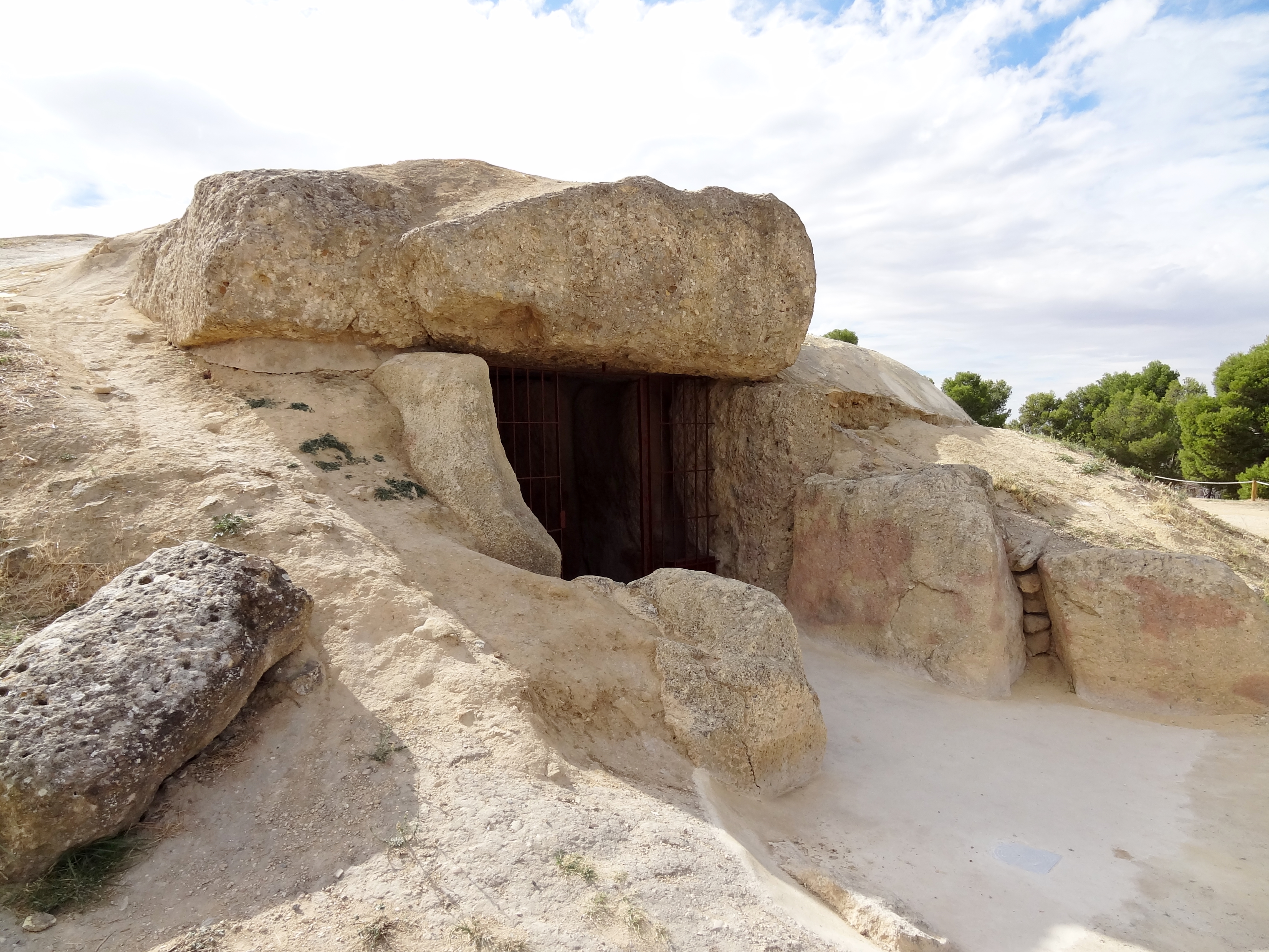
Dolmen de Menga
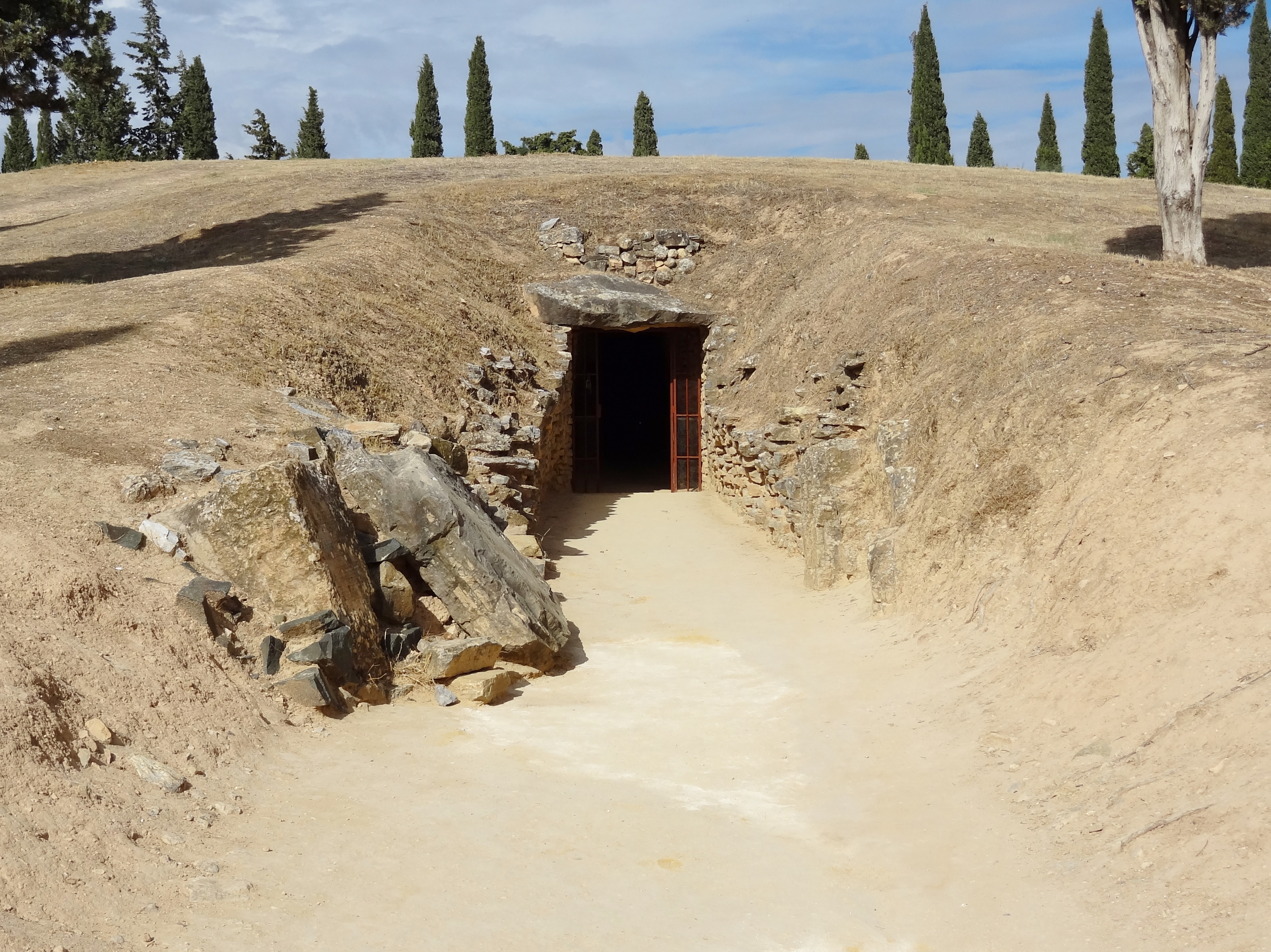
Tholos de El Romeral
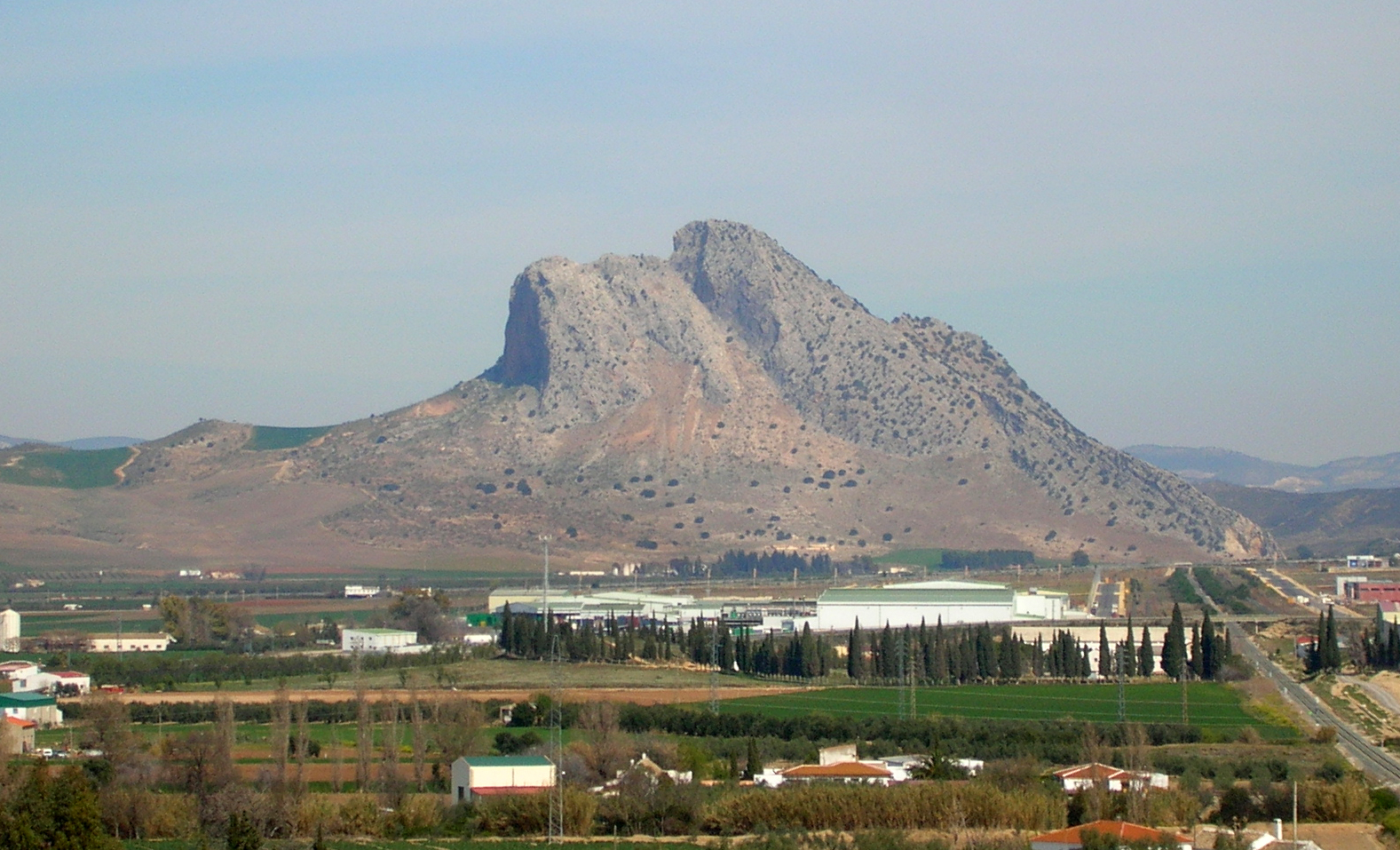
Peña de los Enamorados
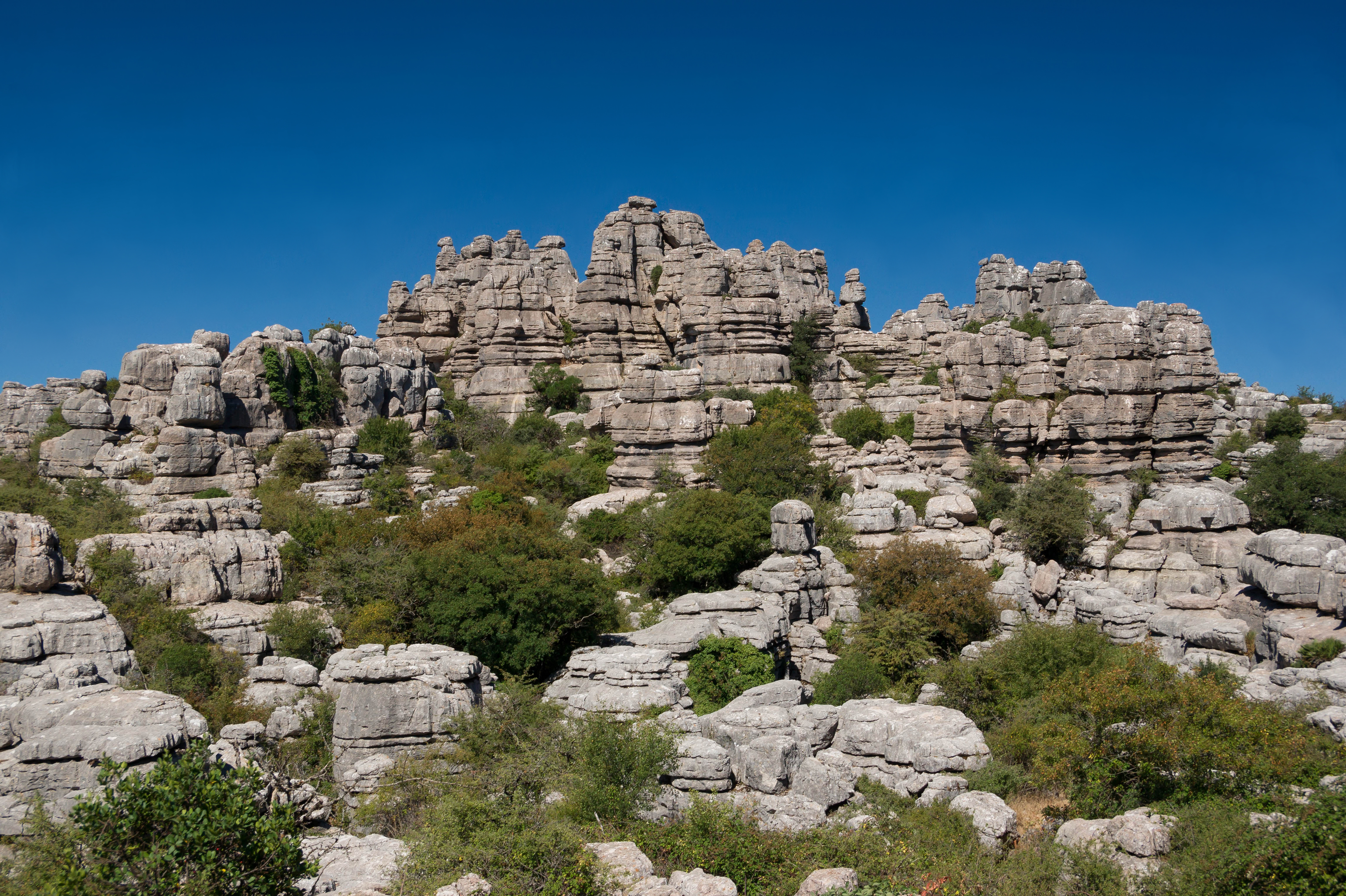
El Torcal

Das Ensemble ist Spaniens 45. Welterbestätte und eines der bedeutendsten Beispiele der megalithischen Architektur in Europa. Die Naturdenkmäler bilden nicht nur einen visuellen Bezugspunkt innerhalb der Kulturstätte. Die Lage und Form der Megalith-Monumente weisen auch auf eine wichtige rituelle Bedeutung der Verbindung von Natur und Grabstätten hin.
Der außergewöhnliche universelle Wert der Dolmenstätten beruht auf drei der zehn Aufnahmekriterien. Der Transport und das Zusammensetzen der zahlreichen tonnenschweren Steinblöcke mittels rudimentärer Technik und Werkzeuge sind ein herausragendes Beispiel kreativer menschlicher Arbeit (Kriterium i). Darüber hinaus sind Dolmenstätten zwar in ganz Europa verbreitet, in Antequera sind diese jedoch ein einzigartiger Ausdruck einer eigenständigen verschwundenen Tradition, die sich durch eine untrennbare Verbindung zwischen den Bauwerken und den umliegenden Naturdenkmälern auszeichnet (Kriterium iii).
Die beiden Dolmen von Viera und Menga wurden während der Jungsteinzeit aus großen Steinblöcken errichtet und weisen jeweils einen typischen Türsturz auf, während der Tholos von El Romeral aus der Bronzezeit stammt und sich von den beiden anderen Grabstätten durch die in der zu dieser Zeit verbreitete Kuppelbauweise unterscheidet. Die ursprüngliche Struktur der drei Megalith-Monumente ist fast vollständig erhalten und zeugt in besonderer Weise von einer lange verschwundenen kulturellen Tradition.

## Quelle
- Deutsche UNESCO-Kommission: Dolmenstätten von Antequera. Prähistorische Megalith-Monumente in Andalusien